# Phlyctochytrium semiglobiferum
Phlyctochytrium semiglobiferum är en svampart som beskrevs av Uebelm. 1956. Phlyctochytrium semiglobiferum ingår i släktet Phlyctochytrium och familjen Chytridiaceae.   Inga underarter finns listade i Catalogue of Life.